# Niğde

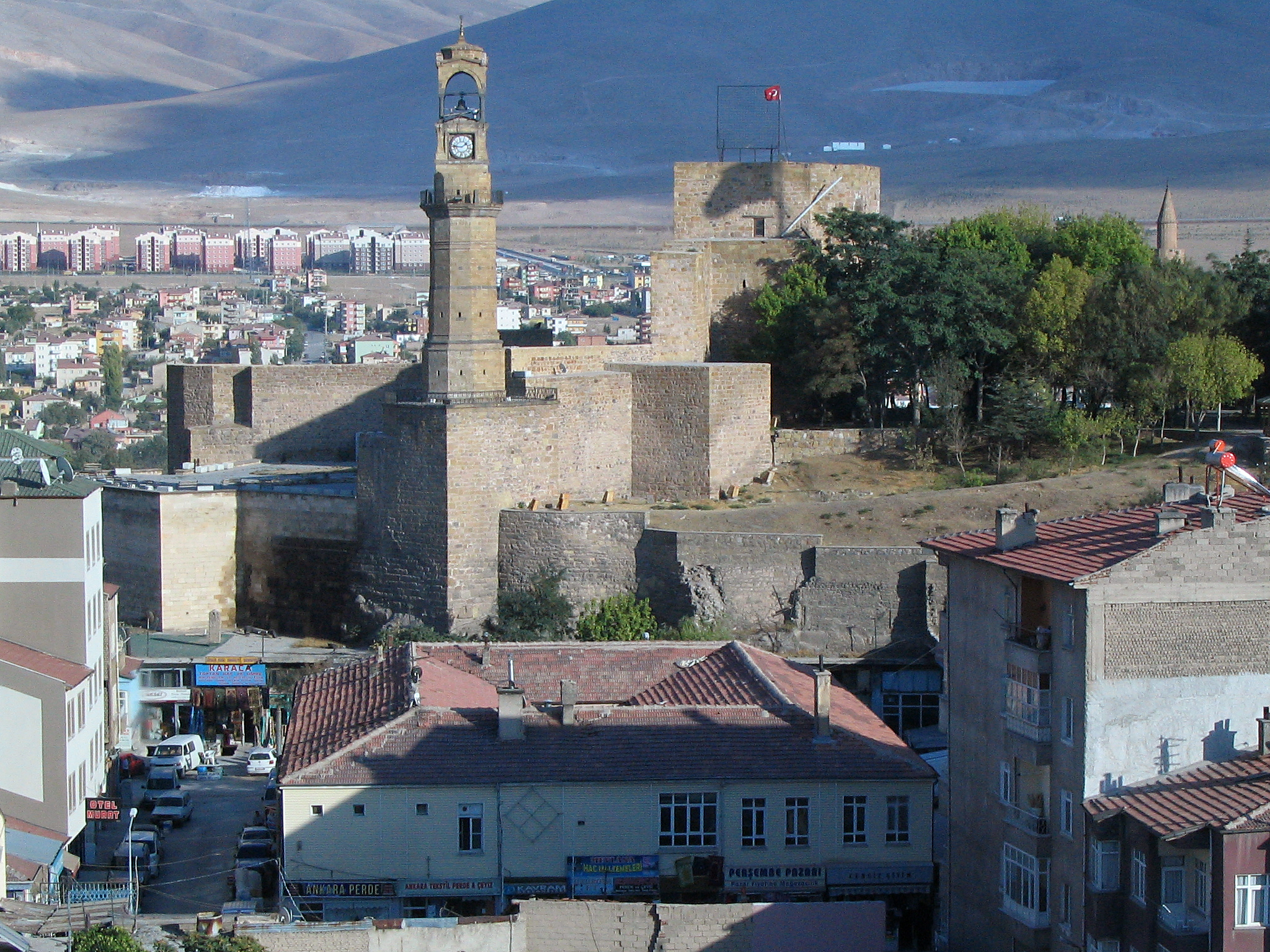

Niğde (en llengua hitita nahita; en grec: nigdi, abans nīgde) és una ciutat de Turquia, capital de la província de Niğde a la regió d'Anatòlia Central. La seva població era de 109.724 habitants (2010). És entre les muntanyes Melandiz (incloent el mont volcànic Hasan) proper de la ciutat d'Aksaray, al nord, i el massís de Niğde, al sud-sud-est. Al massís hi ha jaciments d'antimoni i de ferro, i diverses pedreres de marbre blanc i cristal·lí. El nom en serbi i rus vol dir "En lloc" (нигде) però és dubtós que estigui relacionat amb el nom turc.

## Història
Abans de l'època turca, el centre del territori era Tíana (en àrab Tawana), si bé sembla probable que dominant l'entrada d'un coll que anava de Cilícia a Cesarea pel Taurus, hauria tingut una fortalesa, que s'hauria anomenat Nekide o Nakida (l'esmenten Yaqut al-Hamawí i Ibn Ibi entre altres); a les inscripcions fins al segle xvi du el nom de Nakida; la població cristiana s'hi va mantenir fins a temps recents.
Va pertànyer primer als danixmèndides. Va adquirir importància sota el Soldanat de Rum i per un temps va arribar a ser sultanat independent, a la partició del sultanat entre els fills de Kilidj Arslan II el 1189, quan fou atribuït a Arslan Shah, que el va gaudir en plena sobirania. Izz al-Din Kaykaus I (1211-1221) la va cedir a l'amir-i akhur Zayn al-Din Bashara que hi va construir una mesquita anomenada d'Ala al-Din (1223). Després fou seu del comandament (sar-i lashkari) d'una de les principals circumscripcions militars seljúcides del que fou cap Ibn al-Khatir Masud sota Rukn al-Din Kilidj Arslan IV (1248-1255 i 1256-1265). Masud, aliat al poderós Muin al-Din Sulayman conegut com a "Pervâne", va matar el sultà (1265). El jove sultà Giyath al-Din Kaykhusraw III fou portat per Masud a Nigde el 1266, per intentar evitar la influència del pervaneh, demanant ajut als egipcis; però l'ajut va arribar tard i el pervaneh es va imposar amb el suport dels mongols.
El governador dels Il-kan de Pèrsia, Ala al-Din Eretna, va tenir com a lloctinent a Nigde a Sunkur Agha que no és esmentat per Ibn Battuta que va visitar la ciutat el 1333; la princesa seljúcida Khudawend Khatun, devia residir a la ciutat on fou enterrada poc abans (el 1332) en una türbe monumental construïda el 1312. Al morir el kan Abu Said el 1335, Sunkur Agha es va fer independent; fou el constructor d'una gran mesquita i va afavorir l'emigració de cristians als que va eximir d'impostos (la djizya i el kharadj). No és clar fins quan va governar però al cap de pocs anys l'emirat va passar als Karamanoghullari que la van defensar contra Ala al-Din (de la dinastia d'Eretna) el 1379.
El 1390 la ciutat es va sotmetre (amb altres ciutats dels karamànides) als otomans, però aquestos els van retornar i la van defensar llavors contra Kadi Burhan al-Din, emir de Kaysariyya i Sivas. Després de la invasió de Tamerlà el 1402, el poder dels karamànides es va estendre cap al nord fins a Develi Kara Hisar, abans de Kadi Burhan al-Din, i potser fins a la mateixa Kaysariyya (Cesarea); així Nigde va deixar de ser vila de frontera i va gaudir en general de tranquil·litat excepte per una breu ocupació temporal dels egipcis el 1419. Fou especialment fidel a la dinastia karamànida. El 1470 es va sotmetre al general otomà Ishak Pasha que la va fortificar i fou capçalera d'un sandjak del beyberlik de Karaman; el sandjakbegi Koçi Beg va conquerir Develi Karahisar, encara possession karamànida. Al segle xvii el sandjak estava format entre altres pels kades d'Úrgüb, Bor, Dewelu o Develu, Develi Kara Hisar i Ulukishla. La capital del kada d'Ürgüb fou traslladada el 1720 a Muşkara pel gran visir Nevşehirli Damat İbrahim Pasha i rebatejada Nevşehir; les fortaleses de Nigde i Karahisar foren afectades a la nova població. Al final de l'època otomana el sandjak de Nigde, al qual pertanyia el kada d'Ak Saray, tenia 148.700 habitants musulmans i 49.551 cristians (quasi tots autòctons i turcòfons) i era residència del metropolità de Konya; la ciutat tenia 11.526 habitants però després de la guerra, amb els canvis de població, es va reduir a 9.463 habitants.
La moderna vila està formada per la ciutat alta antiga, quasi deshabitada (Tepe Virana) amb la ciutadella i la mesquita d'Ala al-Din, i la moderna ciutat baixa (Sheher Alti); cap a l'oest l'important barri de Kayabashi amb l'antic cementiri i algunes türbes. La població de la ciutat el 1970 era de 84.427 habitants. La universitat de Nigde data de 1992. Els llocs més destacats de la rodalia són:
- Muntanyes Aladağlar i Bolkar Mountains
- Parc Nacional d'Aladağlar
- Çiftehan, fonts termals
- Monestir de Gümüşler construït pels romans d'Orient:[3]
- Antiga ciutat de Tíana amb els banys i l'aqüeducte.